# Grete Minde
 (juin 2018).
Si vous disposez d'ouvrages ou d'articles de référence ou si vous connaissez des sites web de qualité traitant du thème abordé ici, merci de compléter l'article en donnant les références utiles à sa vérifiabilité et en les liant à la section « Notes et références ».
Grete Minde, parue en 1879, est une nouvelle de Theodor Fontane, écrivain allemand du XIXe siècle. 
Elle raconte l’histoire d’une jeune femme qui, par vengeance et désespoir, provoque un incendie meurtrier à Tangermünde, ville située sur l’Elbe dans la région de la Vieille Marche (die Altmark) en Allemagne, et trouve la mort sous les décombres de l’église, entraînant avec elle nombre de concitoyens. L’action se situe au début du XVIIe siècle, l‘événement final ayant lieu en 1617.

## Résumé
Grete Minde est âgée d’environ 13 ans au début de la nouvelle. Orpheline de mère, elle est élevée par Trud, la femme de son demi-frère Gerdt, qui la déteste. Sa mère était catholique et d’origine espagnole. Son père, protestant, meurt à son tour peu de temps après sa confirmation. La seule personne qui comprenne vraiment Grete est son voisin et meilleur ami Valtin. Ce dernier la vénère et l’aime depuis qu’ils sont enfants. Mais Trud Minde jalouse cette complicité qui les unit, étant elle-même privé d’un « tel bonheur ». Elle leur interdit de se voir, prétendant que leur relation est basée sur le mal. Pour Grete, ce jugement est infondé, elle n’entend pas se soumettre à l’interdiction et persiste à fréquenter Valtin. Il s’ensuit bientôt une scène terrible entre Trud et Grete, à la suite de laquelle Grete s’enfuit en pleine nuit avec Valtin à l’insu de son frère et de sa femme.
Ils vivent heureux pendant trois ans au milieu d’une troupe de marionnettistes. Durant cette période, Grete tombe enceinte de Valtin et met un enfant au monde. Mais Valtin, malade, est en train de mourir. Se sachant condamné, il fait jurer à Grete de s’en retourner auprès de sa famille avec l’enfant et de demander pardon aux siens. Valtin meurt à Arendsee et est enterré au cimetière du couvent, le pasteur luthérien ayant refusé l’inhumation dans le cimetière protestant.
À la mort de Valtin, Grete tient parole mais Gerdt refuse de la reprendre dans la maison familiale. Elle le supplie alors de l’accepter comme servante, mais Gerdt est inflexible et ne veut entendre parler ni d’elle ni de son enfant.
Grete tente ensuite de faire valoir ses droits sur sa part d’héritage, se heurte à nouveau au refus du frère et décide finalement de porter l’affaire devant un tribunal. Elle perd le procès à la suite du parjure de Gerdt qui prétend que la mère de Grete n’a jamais contribué au revenu du ménage et que de ce fait Grete n’a aucun droit sur l’héritage.
Folle de rage contre le juge et la population, Grete met le feu à la ville de Tangermünde. Accompagnée de son propre enfant et de celui de Gerdt et Trud qu’elle entraîne avec elle, elle grimpe l’escalier de l’église en feu. Debout tout en haut du clocher déjà la proie des flammes, elle surplombe la place du village. Tous les yeux sont rivés sur elle, son demi-frère est également présent. Elle le cherche du regard pour mieux savourer sa vengeance. Le clocher de l’église s’écroule, toute la ville est incendiée.
Le livre se ferme sur les chanoinesses du couvent d’Arendsee qui apprennent la nouvelle. Elles sont les seules à ressentir de la pitié envers Grete Minde et son destin tragique. Les marionnettistes, quant à eux, ont le soir-même déjà trouvé à la remplacer.

## Thématique
Dans cette nouvelle, l’auteur prend clairement parti pour son héroïne, Grete. Le leitmotiv de la femme victime et injustement traitée par la société se retrouve à plusieurs reprises dans l’œuvre de Theodor Fontane, il est cependant présenté ici de manière particulièrement univoque. Le lecteur ressent toute la sympathie de l’auteur pour l’amour innocent et pur des deux jeunes gens qui va à l’encontre des conventions de l’époque, autant que son aversion pour le dogmatisme, les injustices, la jalousie et l’indifférence.

## Contexte historique
La nouvelle s’inspire de faits réels exhumés par Theodor Fontane lors de recherches qu’il a menées en 1878 à Tangermünde. Grete Minde a donc réellement existé, ainsi qu’un procès relatif à son héritage. De même, la ville a effectivement subi en 1617 un incendie important qui a détruit en grande partie l’église St Etienne. On peut lire au musée historique de la mairie des documents relatant ces différents événements.
Contrairement à la nouvelle de Theodor Fontane dans laquelle Grete Minde devient une incendiaire pour se venger qu’on lui ait refusé sa part d’héritage, la vraie Grete Minde fut pour sa part victime d’une machination et d’une justice expéditive qui la condamna pour diffamation à être torturée et à périr sur le bûcher le 22 mars 1619. Les documents officiels consultables aujourd’hui encore à Tangermünde sont sans ambiguïté sur les supplices qu’on lui infligea ni sur le verdict : « …arracher l’un après l’autre les cinq doigts de la main droite de Grete Minde à l’aide d’une pince chauffée à blanc », « le corps brûlé à l’aide de quatre pinces chauffées à blanc, en outre la poitrine et les bras, avant d’être enchaînée aux fers et clouée au pilori, jetée aux flammes vivante et ainsi passée de vie à trépas pour que justice soit rendue. »
En 1883, c’est-à-dire tout juste trois ans après la parution de la nouvelle de Fontane, la vraie Grete Minde fut largement réhabilitée par le juriste et historien Ludof Parisius qui publia l’objet de ses recherches dans le livre intitulé « Bilder aus der Altmark », au chapitre « De Grete Minde et de l’incendie du 13 septembre 1617 – l’honneur retrouvée ». Il fut le premier, plus de deux cents ans après les faits, à procéder à une étude approfondie des actes du procès et il mit au jour des incohérences notoires qui prouvent l’innocence de Grete Minde. Pour les membres de sa famille bien installée, elle représentait une menace, tant pour sa réputation que pour ses biens. De plus, le conseil municipal subissait une pression de plus en plus forte de la part de la population de Tangermünde qui voulait une coupable. Le bilan de Parisius est sans équivoque : la peine de mort requise contre Grete Minde fut un «meurtre juridique sordide».
Le 22 mars 2009, soit 390 ans jour pour jour après l’exécution, on installa une sculpture en bronze et de grandeur nature, œuvre de l’artiste Lutz Gaede, devant la mairie de la ville, là où s’était tenu le procès de Grete Minde. Elle y est représentée penchée en avant et enchaînée. Cette représentation de Grete Minde sous les traits d’une prisonnière s’inspire directement des faits historiques et met l’accent sur ce destin tragique qui s’est joué à Tangermünde, lequel inspira par la suite à Theodor Fontane sa nouvelle.

## Accueil critique
Grete Minde a été très populaire dès sa parution. Paul Heyse, Prix Nobel de Littérature en 1910, l’inclut en 1884 dans son anthologie des nouvelles allemandes « Neuer Deutscher Novellenschatz ». Aujourd'hui Grete Minde est cependant considéré comme une œuvre mineure de Theodor Fontane. La nouvelle est souvent donnée à lire en cours d’allemand dans le cadre scolaire en raison du jeune âge des protagonistes, de sa brièveté, du renom de son auteur. Quoi qu’il en soit, Grete Minde reste un livre facile à lire aujourd’hui encore, l’écriture est limpide et le déroulement de l’histoire construit avec rigueur emmène le lecteur vers la fin inexorable. Les festivités autour du millénaire de la ville de Tangermünde en septembre 2009 ont donné lieu à une représentation de Grete Minde sous forme d’opéra, créé par le Theater der Altmark. Søren Nils Eichberg a écrit la musique et Constanze John le livret, basé sur la nouvelle de Theodor Fontane.